# ولاية غرب دارفور
غرب دارفور هي ولاية سودانية تقع في أقصى غرب السودان تشكل واحداً من 18 ولاية في السودان وأحد الولايات الخمسة التي يتشكل منها إقليم دارفور، تبلع مساحة الولاية 79,460 كم مربع وعدد السكان فيها حوالي المليون نسمة.

## الجغرافيا

غرب دارفور 1961

غرب دارفور، السودان

تبلغ مساحتها 1531682 كيلومتر مربع، تحدها من الشمال ولاية شمال دارفور ومن الشرق ولاية وسط دارفور ومن الغرب جمهورية تشاد.

الجنينة 1961

### أهم المدن
العاصمة : مدينة الجنينة
- فوربرنقا

### السكان
- 2.036.282 نسمة
- تقطن الولاية عدد من الإثنيات منها ( المساليت .الإرنقا . البرقو . الزغاوة . العرب الرزيقات .المحاميد . الفور . الفلاتة . الهوسا . البرنو . القِمِر . الأرِنقا . مسيرية جبل . التامة )

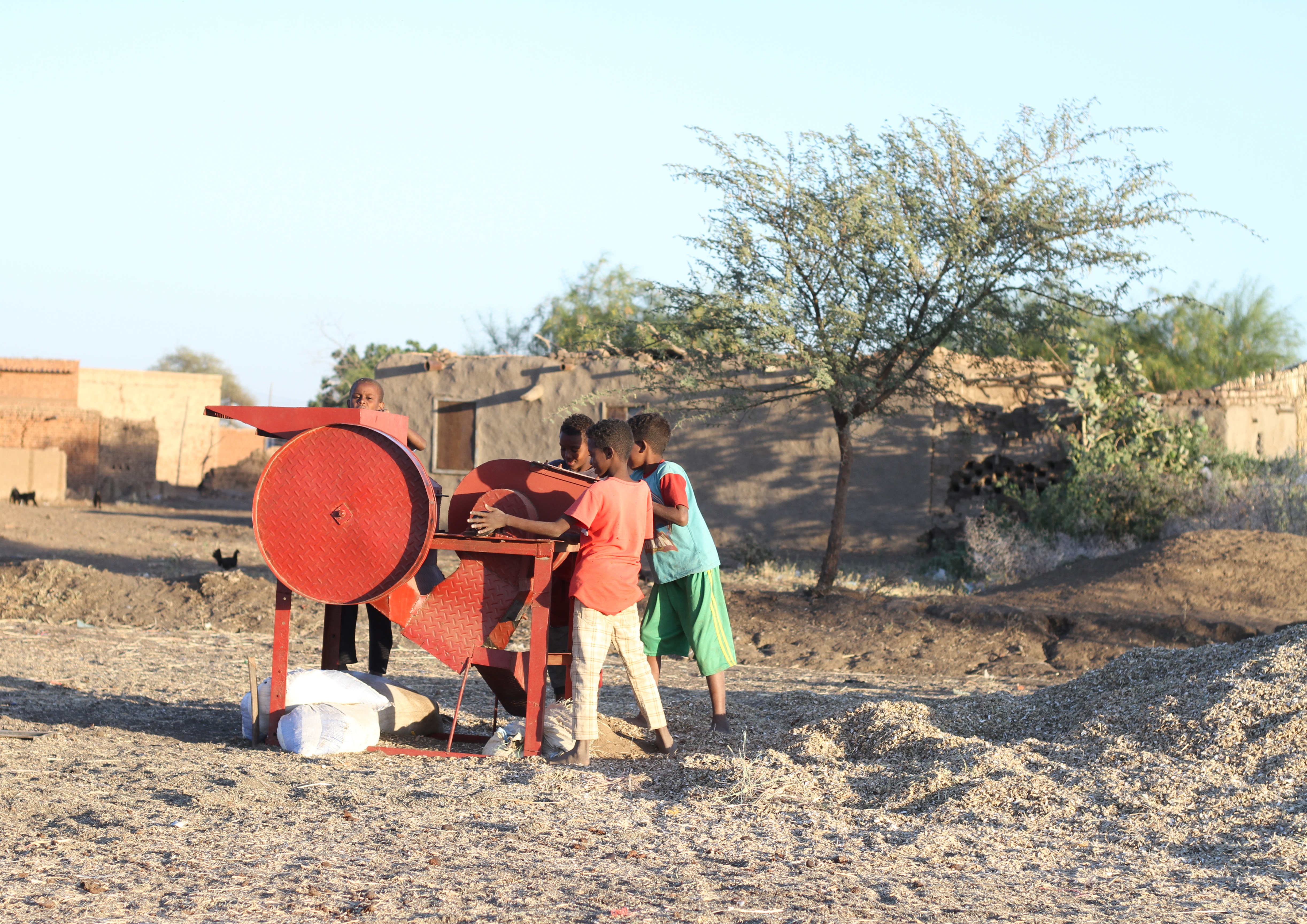
الة تنقية الفول السوداني

### أهم المحاصيل الزراعية
- الحبوب والزيوت النباتية، كالسمسم والفول السوداني .الدخن والذرة

### الثروة الحيوانية
- تبلغ 8083599 رأس.

### التعليم
- بالولاية 813 مدرسة أساس، 45 مدرسة ثانوية.
- 156 مدرسة رحل و 4 مدارس نازحين.

## المحليات
| - محلية كلبس - محلية هبيلة - محلية الجنينة - محلية بيضة | - محلية سربا - محلية كرينك - محلية جبل مون - محلية فوربرنقا |